# Psilochira sinuata
Psilochira sinuata är en fjärilsart som beskrevs av Lambertus Johannes Toxopeus 1948. Psilochira sinuata ingår i släktet Psilochira och familjen tofsspinnare. Inga underarter finns listade.